# Les Armes de Bretagne
Albums de L'Ange Vert
Le Sang des hommes
(1995) Tempête et Châtiments
(1999)
Les Armes de Bretagne est le second album du groupe de rock celtique L'Ange Vert. Les cinq musiciens défendent une vision nouvelle de la musique bretonne, qu'ils rappellent dans le premier morceau Les Armes de Bretagne, « être Breton ne s'inscrit pas uniquement dans une logique géographique, les exilés communiquent souvent la passion qui fait la force culturelle de la Bretagne ». Ainsi, l'album propose une combinaison traditionnel/moderne, exprimée dans différents thèmes comme la célèbre chanson qui suit, Me zo ganet e kreiz ar mor (« Je suis né au-milieu de l'océan ») de Yann-Ber Kalloc'h ou Sur les traces de John Silver.

## Liste des titres
1. Ouverture
2. Les Armes de Bretagne
3. Me zo ganet e kreiz ar mor
4. Les Birvideaux
5. Les Plaines de Kermorvan
6. Gavotennoù ar Menez (Metig)
7. War Menez C'Hom
8. Jeanne Clément
9. Sur les traces de John Silver
10. De Nantes à Marrakech
11. Nolwenn : prologue, complainte, missive, métamorphose

## Formation
- Éric Vasse : chant, guitare acoustique, voix extravagantes
- Stéphane Archan : guitares électrique, acoustique et midi, synthétiseur, mandoline, chant
- Christophe Archan : batterie, tin whistle, djembé, derbouka, chant
- Bruno Rouillé : bombarde D, harmonicas diatoniques et chromatiques, tin whistle, chant (kaner), voix extravagantes
- Éric Daniel : guitares basses

Avec également :
- Loïc Taillebrest : cornemuse écossaise, uilleann pipe
- Pierrick Lemou : violon
- Jakez Le Bot : bombarde Bb, flûte traversière
- Christophe Le Goff : chant (diskaner)
- Rebel : guitare électrique (solo sur Nolwenn : missive)
- Fabrice "Wolf" Kervren-Peigné : caisses claires écossaises